# Staré Město (okres Frýdek-Místek)
Obec Staré Město (německy Altstadt, polsky Stare Miasto) se nachází na soutoku řek Ostravice a Morávky v okrese Frýdek-Místek v Moravskoslezském kraji. Žije zde přibližně 1 500 obyvatel.

## Historie
Prvotní zmínka o obci Staré Město (tehdy Jamnica) pochází z roku 1305 v rejstříku vratislavského biskupství a další z roku 1327, kdy nástupce Meškův, kníže Kazimír (1316–1358) v listinách, kterými se poddává českému králi Janu Lucemburskému, jmenuje Jamnici již jako oppidiscum municionibus, neboli městečko dle starého způsobu slovanského, což značí trhovou ves s tvrzí, přes kterou vedla obchodní cesta z Moravy na Těšínsko. Právě zmínka o tvrzi je důležitá, vnáší problém do názoru, že Jamnica je totožná se Starým Městem. Kolem roku 1340 je tvrz přestavěná na hrad pojmenovaný Friedeck. V těsné vazbě na Jamnici je založeno nové město, které postupně původní Staré město přerůstá.
Pojmenováním hradu je od roku 1386 již používán přídomek „z Frýdku“. Obchodní cesta z Moravy na Těšínsko tak byla přeložena do Frýdku. Postupně jak Frýdek rozvojem cestovního ruchu rostl a sílil vzniklo dvouměstí Frýdek-Místek, jehož součástí se 1. ledna 1979 stalo i Staré Město jako jižní část Frýdku. Po více než 16 letech se dne 24. listopadu 1990 na základě petice občanů obec osamostatnila.

## Současnost
V obci se nachází základní (9. tříd) a mateřská škola s nově přistavěnou (2003) tělocvičnou. Kompletní areál prošel poměrně rozsáhlou rekonstrukcí. Nedaleko od centra obce nalezneme také sportovní areál s fotbalovým hřištěm, tenisové a volejbalové kurty.
V roce 2025 se obce týká hlavně důležitá otázka výstavby jižní varianty silničního obchvatu města Frýdku-Místku. Mělo by se jednat o rychlostní komunikaci, která by "uměle" vytvořila hranici se sousední obcí Baška. Většina místních obyvatel s touto stavbou nesouhlasí, a to i proto, že by ve východním cípu obce narušila nivu řeky Morávky, která je zařazena v systému Natura 2000 jako evropsky významná oblast.

## Pamětihodnosti
- V centru obce se nachází kostel sv. Josefa. Jedná se neorománský, římskokatolický kostel, jehož stavba byla dokončena v roce 1904 stavitelem Hanušem Pohlem.
- Pomník hrdinů padlých ve první a druhé světové válce – nachází před prostranstvím základní školy.
- Památník místním mlynářům – je umístěn v centru obce (ul. Jamnická).
- Přírodní památka Profil Morávky.

## Galerie

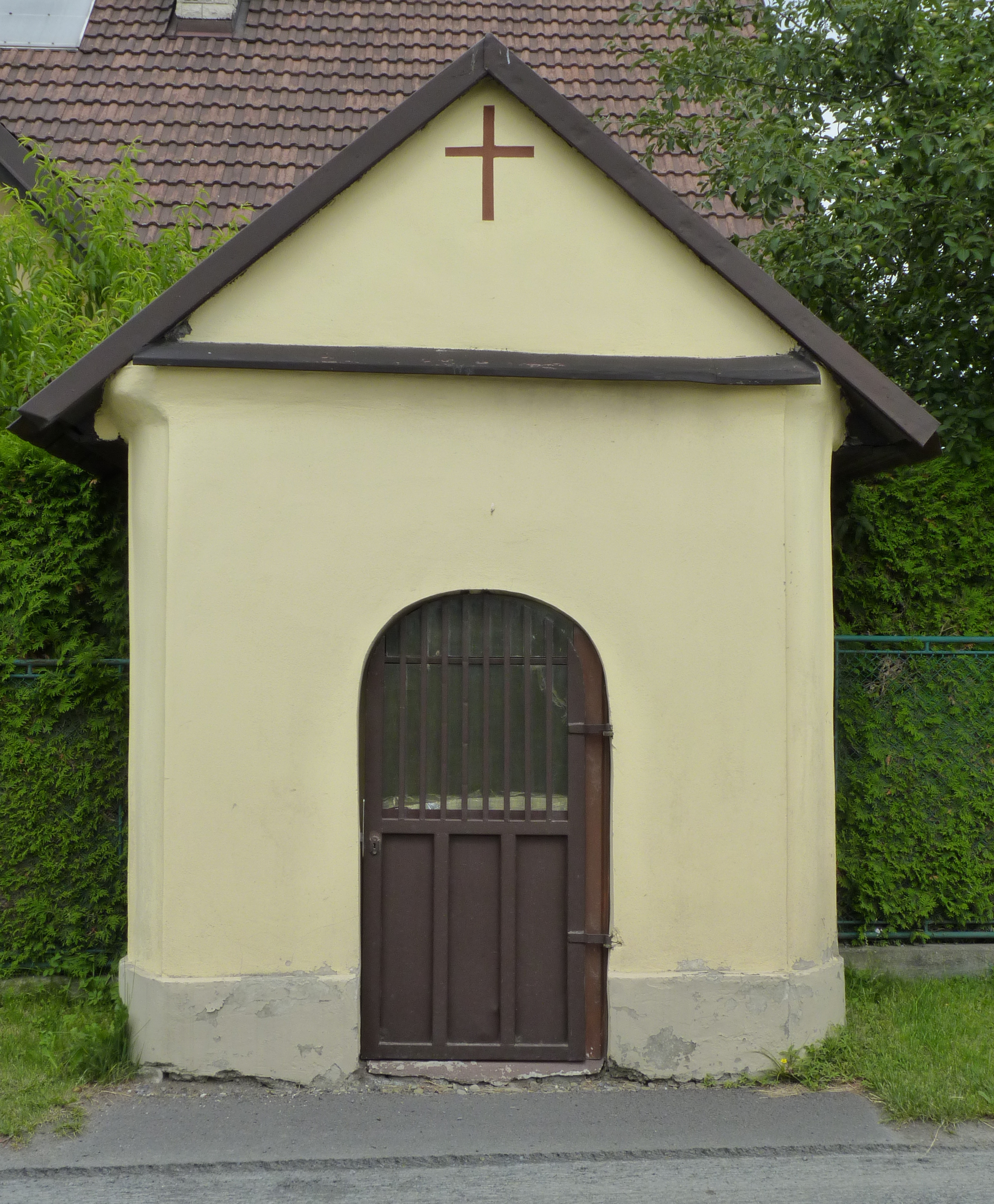
Kaple
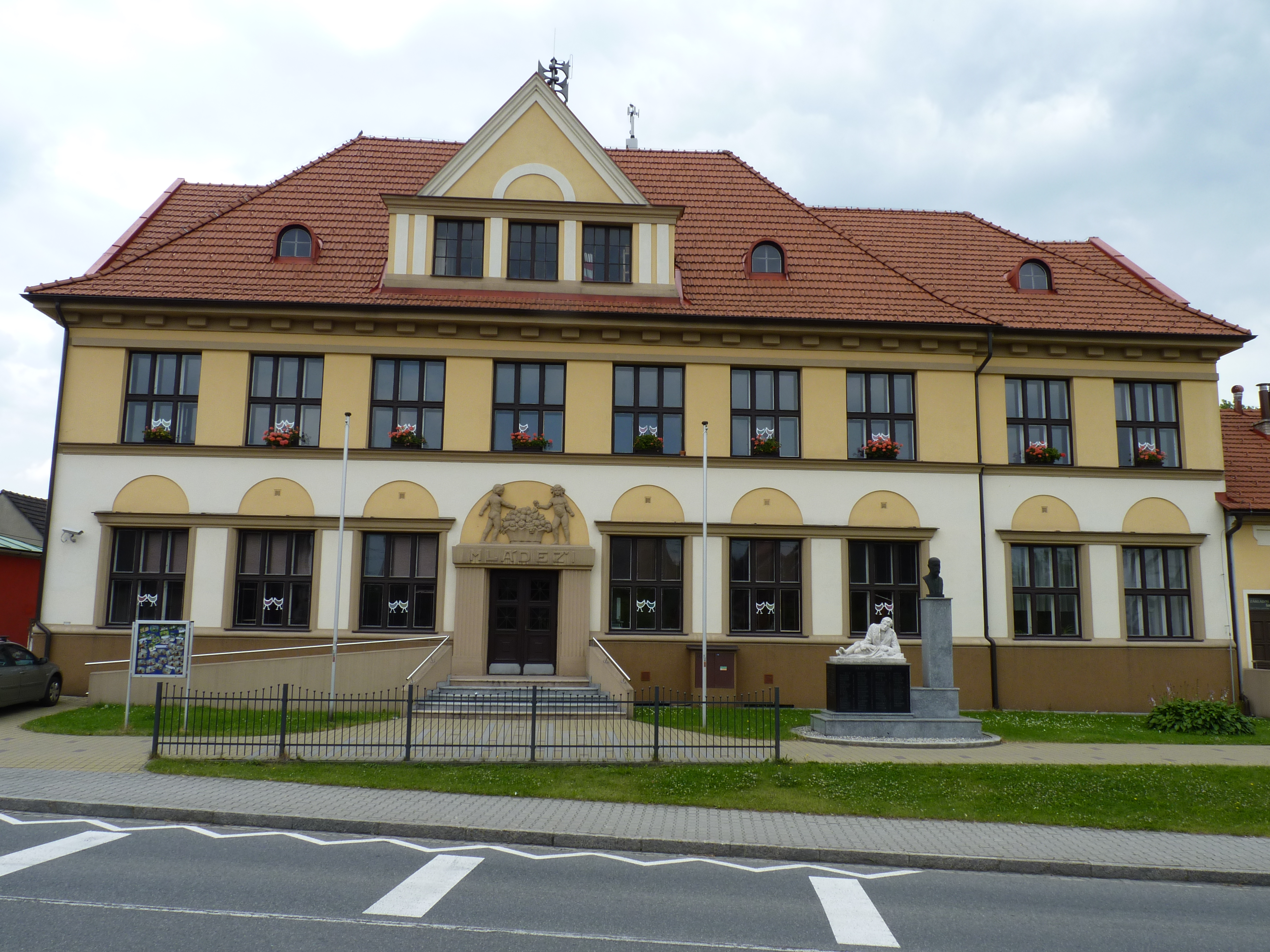
Základní škola
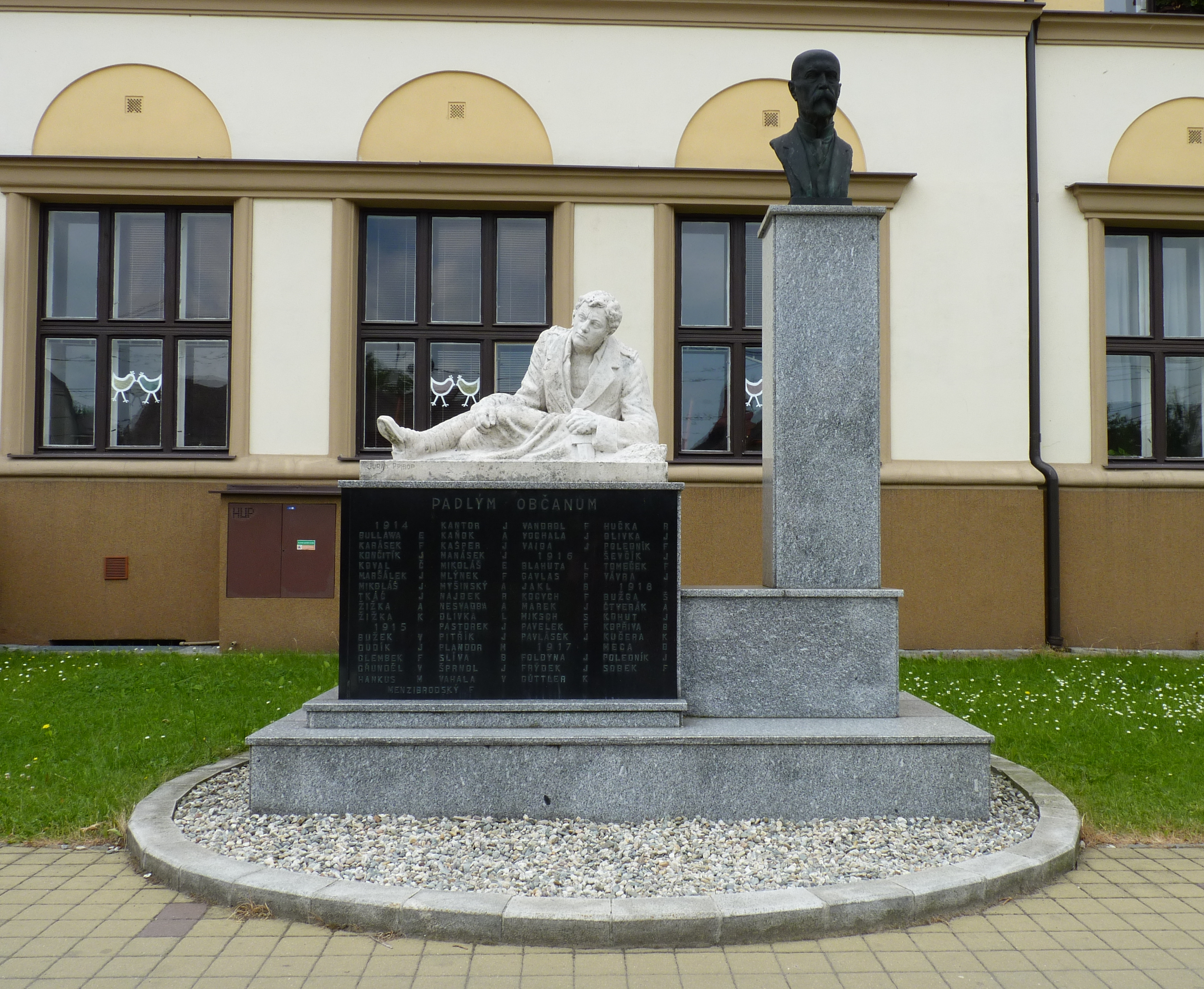
Pomník obětem I. sv. války
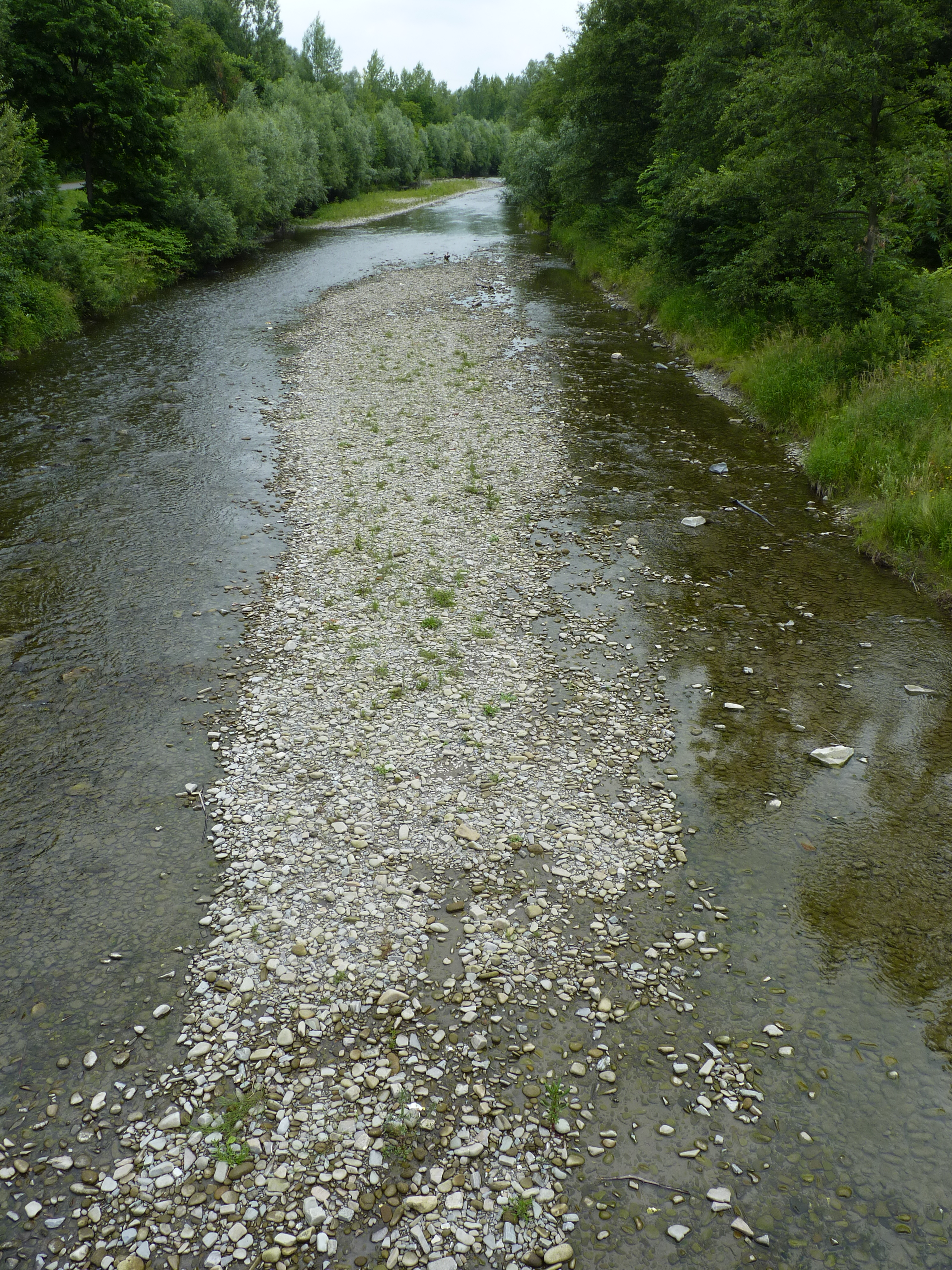
Řeka Morávka

## Obyvatelstvo

Věková struktura obyvatel obce Staré Město roku 2011

## Osobnosti
- Joža Vochala (1892–1965), národopisný pracovník, folklorista a muzejník